# Donna Anka
Donna Anka (orig. Donna Duck) var ett av Kalle Ankas kärleksobjekt innan Kajsa Anka steg in på scenen. Hon hävdas ibland vara en prototyp till Kajsa. Hon skapades för en kortfilm från 1937 och har senare även använts i bland annat Al Taliaferros dagspresserie.

## Karaktärshistoria
Den 9 januari 1937 hade kortfilmen Kalle Anka och hans åsna, i regi av Ben Sharpsteen, premiär på amerikanska biografer. Filmen var också en milstolpe genom att man i den för första gången fick se Kalle bli kär. Målet för Kalles låga var en mexikansk ankdam - Donna Duck.
Idag räknar Walt Disney Company Don Donald - och Donna Duck - som Kajsas första uppträdande. Det skulle dock dröja nästan tre och ett halvt år, till juni 1940, innan Kajsa dök upp igen, då för första gången under namnet Daisy Duck (på svenska Kajsa Anka).
Donna dök dock upp ytterligare några gånger. 1937 spelade hon tillsammans med Kalle huvudrollen i en längre följetong i ett brittiskt disneymagasin. 1941 syntes hon i en amerikansk serietidningsserie. Och tio år senare, 1951, skulle hon återvända för en kort sejour i Bob Karp och Al Taliaferros dagspressversion av Kalle Anka - då tävlande mot Kajsa om Kalles gunst. När dessa publicerats på svenska har hon fått heta Donna Anka.
Sedan 1951 har Donna inte setts till, varken på film eller i serierna. Dock tecknade Carl Barks en ankkvinna, starkt påminnande om Donna, redan i sin femte serie Badvakten (Life Guard Daze) från juni 1943 - tre månader innan han för första gången använde sig av Kajsa.

## Levnadsteckning
Donna har inte dykt upp i serier av Don Rosa eller Carl Barks. Hennes övriga uppträdanden har inte heller avslöjat mycket om Donna personlighet eller historia. Det förefaller dock som att hon egentligen inte är särskilt intresserad av Kalle, utan mer smickrad av hans uppenbara intresse. Senaste gången hon sågs till hade hon dock tappat alla eventuellt känslor för honom och förlovat sig med en annan latino, Manuel Gonzales (en uppenbar hyllning till Musse Pigg-tecknaren med samma namn).